# Hruzke, Krîvîi Rih
Hruzke (în ucraineană Грузьке) este localitatea de reședință a comunei Hruzke din raionul Krîvîi Rih, regiunea Dnipropetrovsk, Ucraina.

## Demografie
Componența lingvistică a localității Hruzke
     Ucraineană (95,74%)
     Rusă (4,26%)
Conform recensământului din 2001, majoritatea populației localității Hruzke era vorbitoare de ucraineană (95,74%), existând în minoritate și vorbitori de rusă (4,26%).